# Haus Werthplatz 2

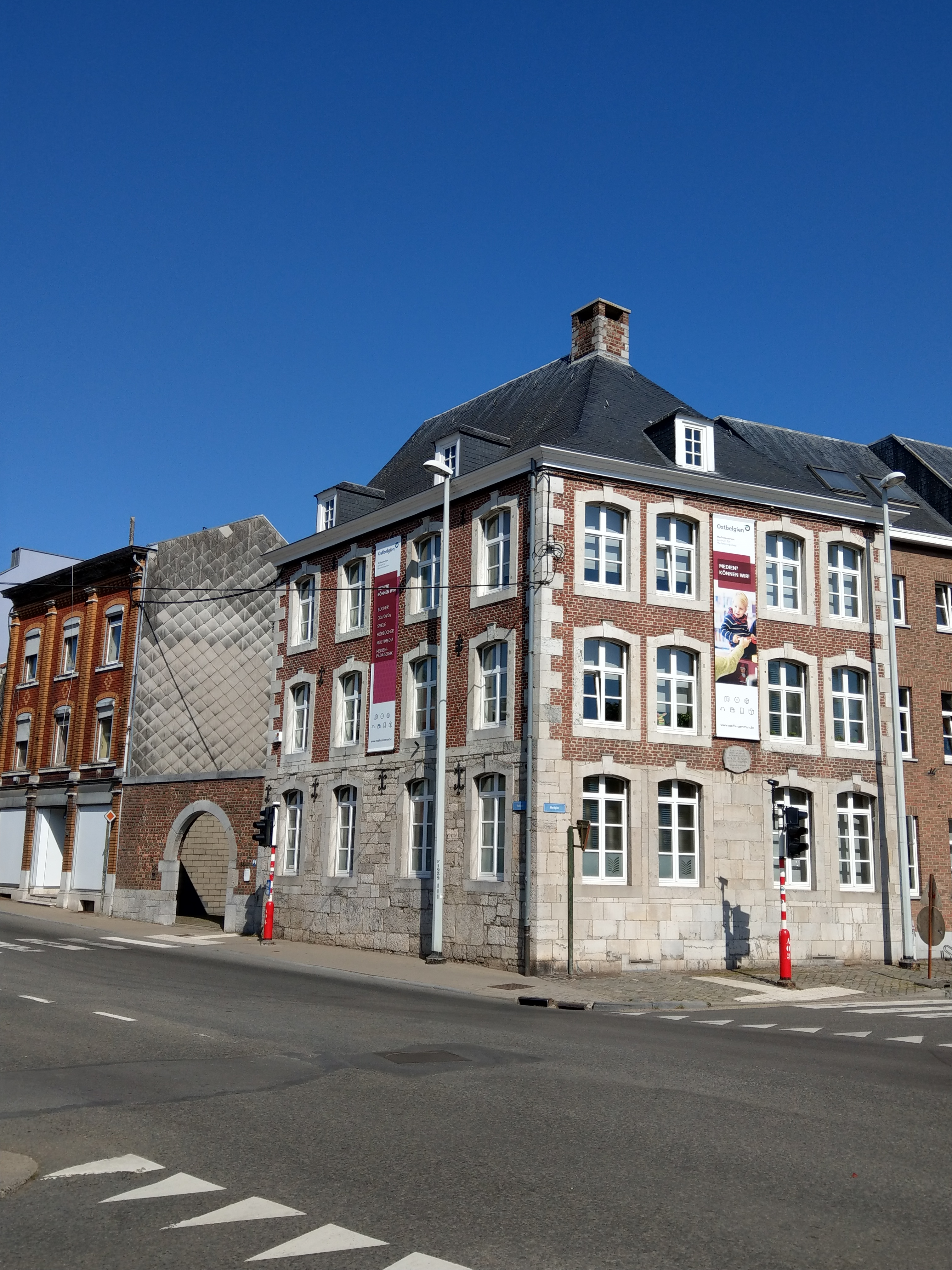
Ansicht des Hauses Werthplatz 2

Das Haus Werthplatz 2 ist ein Bürgerhaus in der belgischen Stadt Eupen. Das auch Haus Tonnar genannte Gebäude wurde Anfang des 17. Jahrhunderts erbaut und ist seit dem 25. März 1983 als Kulturdenkmal geschützt.
Das Bauwerk dient heute mit Erweiterungsbauten als Medienzentrum der Deutschsprachigen Gemeinschaft.

## Lage
Das Haus wurde am weitläufigen Werthplatz erbaut, Werth ist als Bezeichnung für Binneninseln gebräuchlich. Dort wurde früher der Gospertbach aufgestaut, der sich dort verzweigte und eine Insel umfasste.

## Geschichte

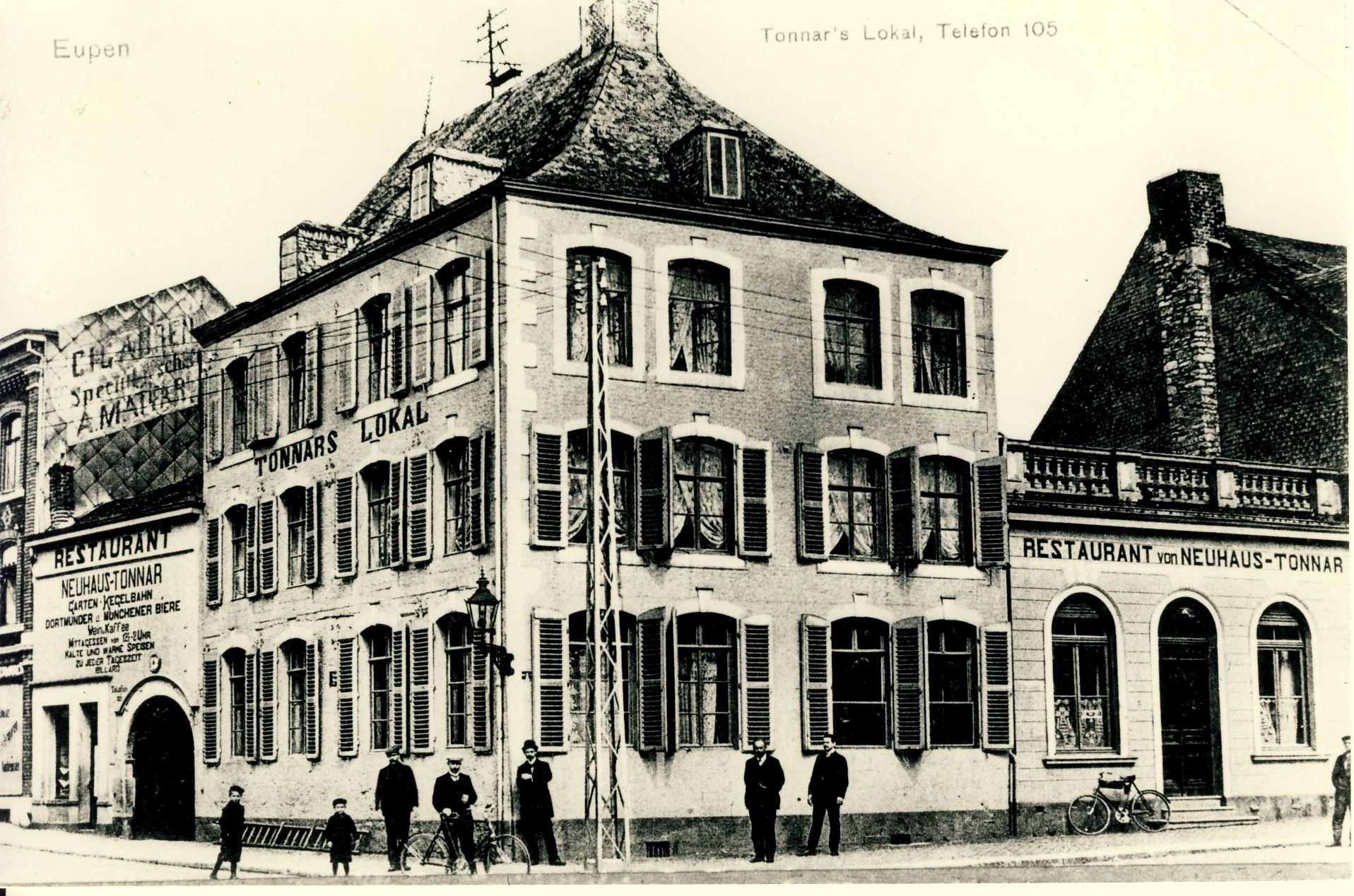
Haus Tonnar mit Festsaal um 1910

Das Haus wurde Anfang des 17. Jahrhunderts erbaut. In der Mitte dieses Jahrhunderts war es Eigentum der Familie Römer. Es ging 1710 durch Tausch an Abraham Bong und 1714 an dessen Schwager Gilles Klebanck. Dessen Witwe verkaufte das Kneukel genannte Anwesen 1766 an J. Th. Cardol. Dieser gibt es noch im gleichen Jahr an Dr. P. J. Clesgens weiter. Zwanzig Jahre später verkauft es Clesgens Witwe an J. W. Scheibler. Im Jahr 1826 ist es im Besitz des Tuchmachers L. Peters, 1839 des Tuchmachers A. Sommer. Der Brot- und Obsthändler Arnold Tonnar bewohnt es seit 1852. Der Sohn August Tonnar richtete dann eine eigene Brauerei ein. Dazu gehörte eine kleine Gaststätte, die er 1854 um ein Restaurant erweiterte. Ab 1867 veranstaltete Tonnar dort Theater-, Musik- und Vortragsveranstaltungen. Drei Jahre später begann er mit der Aufführung eigener Werke. Das Tonnars Lokal bzw. das Restaurant Neuhaus-Tonnar wurden so bekannt. Tonnars Schwiegersohn Ferdinand Neuhaus war von 1908 bis 1927 der Eigentümer. Dann kam das Haus Tonnar nach weiteren Besitzwechseln an die Stadt.
Bis 1992 wurde das Gebäude um mehrere Anbauten erweitert und dann als Medienzentrum eröffnet. Zu der Bibliothek und dem ersten Fernsehstudio der Deutschsprachigen Gemeinschaft kam 1996 die Mediathek hinzu. Östlich schließt sich das nahezu leerstehende Eupen Plaza-Einkaufszentrum an, das 2000 als August Tonnar Center (ATC) eröffnet wurde.
Am 19. Juli 2013 wurde der Erlass von 1983 dahingehend abgeändert, dass das Haus mit den umgebenden Gebäuden und Rückgebäuden, den gegenüberliegenden Bauwerken sowie den Hausfassaden des gesamten Werthplatzes in einen Denkmal-„Schutzbereich“ aufgenommen wurde.

## Beschreibung
Das dreigeschossige Eckhaus zeigt je Fassade vier Fensterachsen, diese sind zwei zu zwei gruppiert. Das Erdgeschoss ist in Blaustein ausgeführt, an der Platzseite sind diese im Verband gefugt, an der Straßenseite in Bruchstein. Die Fenster erhielten im 18. Jahrhundert neue Rahmungen mit Stichbogen und zweiteiligen Gewänden. Die Keilsteine sind profiliert. Die Schauseiten der oberen Geschosse sind in Ziegeln und Blaustein aus der Mitte des 18. Jahrhunderts ausgeführt, die Eckquader sind in Zahnschnittfolge angelegt. Unter dem Zementputz im Norden und Osten könnte Fachwerk verborgen sein. Die Fenster sind neueren Datums. Um 1910 zeigte sich das Gebäude als heller Putzbau mit Fensterläden.
Das hohe Walmdach des 17. Jahrhunderts ist heute in Schiefer mit Aufschieblingen eingedeckt. Auch der Kamin im First des Walms ist mit Blausteineckquadern ausgeführt. Im Dach sind zwei bzw. ein Fenstergiebel angelegt.

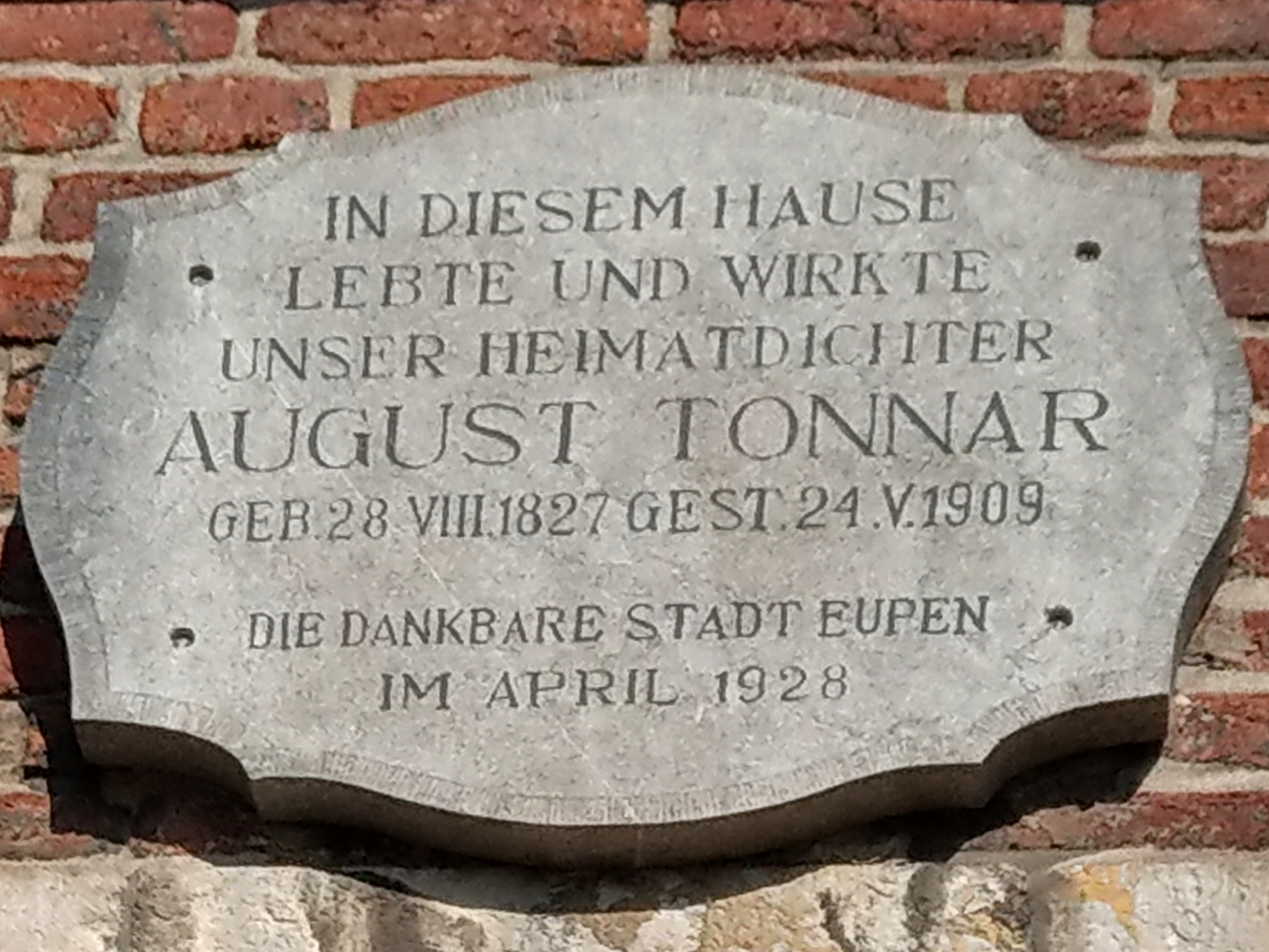
Denkplakette für August Tonnar

Die Wageneinfahrt an der Straßenseite ist mit Rundbogen ausgeführt und wurde stark verändert. An das Haus sind moderne Anbauten des Medienzentrums angefügt, die Einrichtung ist barrierefrei.
Eine massive Gedenktafel aus Blaustein an der Platzfassade erinnert an den Dichter und Brauer: In diesem Hause lebte und wirkte unser Heimatdichter August Tonnar – Geb. 28. VIII. 1827 Gest. 24. V. 1909 – Die dankbare Stadt Eupen im April 1928.